# G (missile)
I missili progettati in Unione Sovietica dall'ingegnere tedesco Helmut Gröttrup furono identificati con la sigla G seguita da un numero progressivo. Si trattò di sistemi d'arma rimasti sulla carta, che però contenevano una serie di soluzioni che a volte furono adottate dai modelli che poi entrarono effettivamente in produzione. Furono ideati tra il 1947 ed il 1950, anno in cui terminò l'assistenza tedesca alla missilistica sovietica.
I progetti di questi sistemi d'arma, benché mai realizzati, furono spesso ritenuti superiori ai missili di sviluppo sovietico con i quali furono confrontati, ovvero i primi razzi di Sergej Pavlovič Korolëv (in particolare l'SS-2 Sibling, che in definitiva era una semplice versione di poco migliorata della V2). La mancata produzione dei progetti di Gröttrup fu dovuta, in particolare, alle pressioni dei progettisti sovietici, che ritennero questi progetti troppo avanzati per la tecnologia russa dell'epoca (paragonabile a quella tedesca degli anni trenta).

## Gröttrup G-1
Il 22 maggio 1947, un gruppo di 234 specialisti, guidati da Gröttrup, fu incaricato di sviluppare un missile con una gittata nell'ordine dei 600 km. Il risultato fu il G-1, che in sostanza, era una versione della V2 tedesca con raggio d'azione aumentato. Il progetto venne ultimato l'anno successivo, ed il 28 dicembre 1948 venne presentato alla commissione statale incaricata delle valutazioni. Questo, confrontato con il razzo R-2 (SS-2 Sibling) progettato da Korolëv, fu ritenuto migliore, ma non fu comunque prodotto perché ritenuto troppo avanzato per la tecnologia sovietica. Comunque, e diverse soluzioni tecnologiche ipotizzate (come i serbatoi integrati di propellente, il sistema di controllo radio ed il serbatoio di ossigeno liquido davanti) furono adottati dai sovietici sui razzi R-2 ed R-5 (SS-3 Shyster in Occidente). La precisione fu stimata essere di circa 2 km per 3, con la possibilità di raggiungere gli 810 km di gittata nelle versioni successive.

## Gröttrup G-2
Il G-2 rappresentò il primo tentativo di creare un IRBM. Anche questo derivato dalla V2 tedesca, aveva però delle prestazioni decisamente superiori (1.000 kg di carico bellico ed una gittata nell'ordine dei 2.500 km). Complessivamente, ne furono studiate oltre una decina di configurazioni. Lo studio di un tale numero di soluzioni possibili aveva lo scopo di individuare la soluzione tecnica ottimale al problema.
- G-1 “cluster”: si trattava di un missile bistadio, il primo costituito dall'unione dei motori di due G-1, ed il secondo da un singolo motore. Il risultato avrebbe dovuto essere un missile alto 15 m e pesante 50 t.
- R-12A: bistadio, con gli stadi montati in sequenza. Il primo avrebbe dovuto essere spinto da tre motori di un G-1, ed il secondo ad uno singolo. La struttura avrebbe avuto una forma conica, con una lunghezza di oltre 25 m ed un diametro alla base di 4.
- R-12B: variante a corto raggio, costituita dal solo secondo stadio di un R-12A. La lunghezza prevista era di 16 m, con un diametro di 2,4.
- R-12C: un bistadio lungo oltre 19 m progettato a partire dall'R-12A. Differiva per lo stadio superiore, di diametro maggiore.
- R-12E: missile a due stadi (con il primo di forma cilindrica) con alette stabilizzatrici.
- R-12G: missile a singolo stadio di forma conica.
- R-12H: missile a singolo stadio che avrebbe dovuto essere caratterizzato da una forma cilindrica ed alette stabilizzatrici.
- R-12K: con booster sganciabili (soluzione che avrebbe caratterizzato, in futuro, i missili statunitensi Atlas).

Le configurazioni aerodinamiche studiate furono essenzialmente due: cilindrica con alette stabilizzatrici, e conica. Dal punto di vista tecnico, comunque, questi progetti avevano parecchie caratteristiche comuni (come ad esempio la paratia comune tra il retro del missile ed il serbatoio di ossigeno liquido).
Alla fine, la scelta cadde sulla variante R-12G, il cui progetto preliminare venne presentato nel marzo 1949. Come nel caso del G-1, anche in questa occasione la commissione statale ritenne migliore il progetto di Gröttrup, ma ad entrare in produzione fu ancora una volta l'R-2: i tecnici sovietici convinsero i responsabili che le soluzioni tecniche ipotizzate dal tedesco andavano oltre le immediate capacità tecnologiche in possesso dell'Unione Sovietica.

## Gröttrup G-3
La sigla G-3 si riferisce ad un progetto, realizzato dall'esperto in aerodinamica tedesco Albring, relativo ad un missile da crociera in grado di trasportare una testata di 3.000 kg alla distanza di 3.000 km. Questo venne presentato nell'ottobre 1949, in risposta al cosiddetto “requisito 3.000/3.000” emesso dal responsabile delle ricerche missilistiche Dmitriy Ustinov. Dal punto di vista tecnico, prevedeva l'utilizzo del motore a razzo del G-1 nel primo stadio, con il secondo caratterizzato dalla medesima struttura prevista per il mai realizzato aereo da bombardamento Silbervogel.
Questo progetto rimase sulla carta, ma fu successivamente ripreso e rielaborato da Korolëv nel 1953 con il missile EKR.

## Gröttrup G-4
Il G-4 fu l'ultimo progetto realizzato dagli uomini di Gröttrup in Unione Sovietica. I lavori iniziarono il 9 aprile 1949 quando Ustinov, responsabile del programma missilistico, espresse un requisito riguardante un sistema d'arma capace di trasportare una bomba atomica di 3.000 kg alla distanza di 3.000 km. I tecnici di Gröttrup, dopo aver valutato diverse configurazioni aerodinamiche, ultimarono il progetto due mesi dopo. In dettaglio, si trattava di un missile di 28 m, che utilizzava diverse soluzioni progettate per i modelli precedenti. Completamente nuovo era il sistema propulsivo: progettato insieme agli uomini di Valentin Petrovič Gluško, ne venne realizzato un prototipo in scala ridotta che funzionò un centinaio di volte tra l'estate 1949 e l'aprile 1950.
Il G-4 fu valutato contro l'R-3 di Korolëv, e venne trovato migliore, ma nessuno dei due entrò mai in produzione. Il 13 agosto 1950 si decise di porre termine alla collaborazione tedesca nell'ambito della missilistica, ed il 21 marzo iniziò il rientro dei tecnici in Germania. Tuttavia, i lavori sul G-4 terminarono solo nel 1952, ed il progetto relativo influenzò direttamente il primo ICBM sovietico, l’R-7 di Korolëv (nome in codice NATO: SS-6 Sapwood), nonché il grande razzo lunare N1.

## Gröttrup G-5
G-5 è una designazione attribuita ad un progetto di Gröttrup. Probabilmente, comunque, si tratterebbe del progetto preliminare dell'R-7, anche se tale sigla è stata anche attribuita al G-3. In Unione Sovietica, comunque, ha avuto anche la designazione di R-15.

## Descrizione tecnica
La tabella seguente include le caratteristiche tecniche stimate per i vari missili progettati dal team di Gröttrup.
| Dati tecnici          | Groettrup G-1 | Groettrup G-2 | Groettrup G-3 | Groettrup G-4 |
| --------------------- | ------------- | ------------- | ------------- | ------------- |
| Designazione segreta  | R-4           | R-6           | R-8           | R-10          |
| Designazione pubblica | R-10          | R-12          | R-13          | R-14          |
| Massa (kg)            | 18.400        | 50.000        | 25.000        | 66.600        |
| Lunghezza (m)         | 14,4          | 24,5          | 25            | 28            |
| Diametro (m)          | 1,65          | 3,7           | 1,67          | 3,73          |
| Peso testata (kg)     | 1.000         | 1.000         | 3.000         | 3.400         |
| Gittata (km)          | 600-810       | 2.500         | 2.900-3.000   | 3.000         |
| Spinta (kN)           | 313.000       | 1.000.000     | 324.000       | 990.000       |